# Eaucourt-sur-Somme
Eaucourt-sur-Somme is  is een gemeente in het departement Somme in de regio Hauts-de-France van Frankrijk. In de plaats ligt het oorlogskerkhof Eaucourt-sur-Somme Churchyard.
De gemeente maakt deel uit van het arrondissement Abbeville. Toen begin 2015 het kanton Abbeville-Sud werd opgeheven, werd de gemeente opgenomen in het nieuwgevormde kanton Abbeville-2.

## Geografie
De oppervlakte van Eaucourt-sur-Somme bedraagt 4,4 km², telt 358 inwoners (2005) en de bevolkingsdichtheid is 81,4 inwoners per km².
De onderstaande kaart toont de ligging van Eaucourt-sur-Somme met de belangrijkste infrastructuur en aangrenzende gemeenten.

## Demografie
Onderstaande figuur toont het verloop van het inwonertal (bron: INSEE-tellingen).